# 西方毛脚燕
西方毛脚燕（学名：Delichon urbicum），为燕科毛脚燕属的鸟类。分布于欧洲、亚洲西部、从拉普兰、阿尔汉格尔斯克、伯朝拉、东南到米努辛斯克、法国、瑞士、澳大利亚、匈牙利、保加利亚、前苏联、意大利、巴尔干以及中国大陆的新疆等地，见于高山峡谷。该物种的模式产地在瑞典。

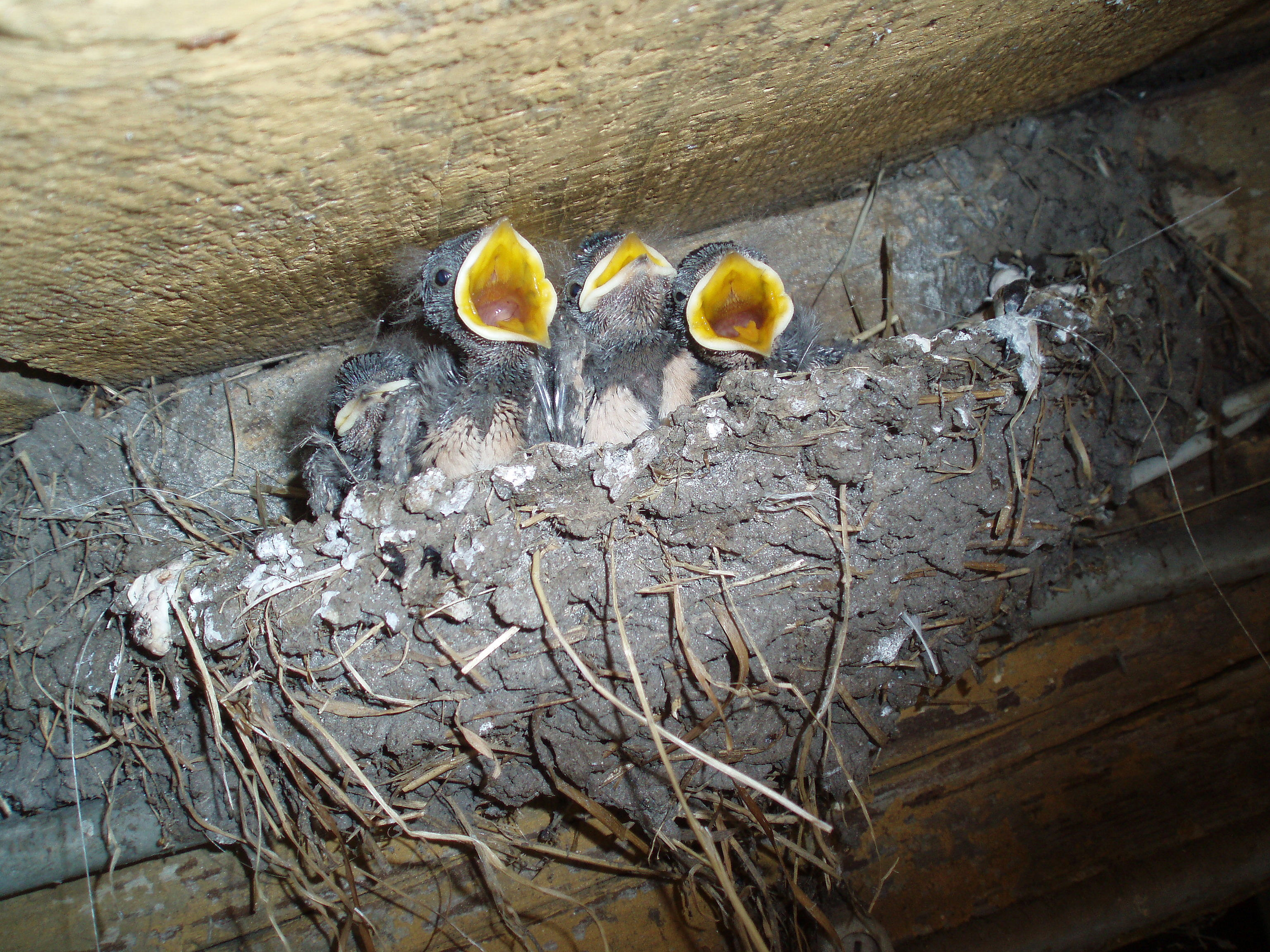
等待食物的雏鸟

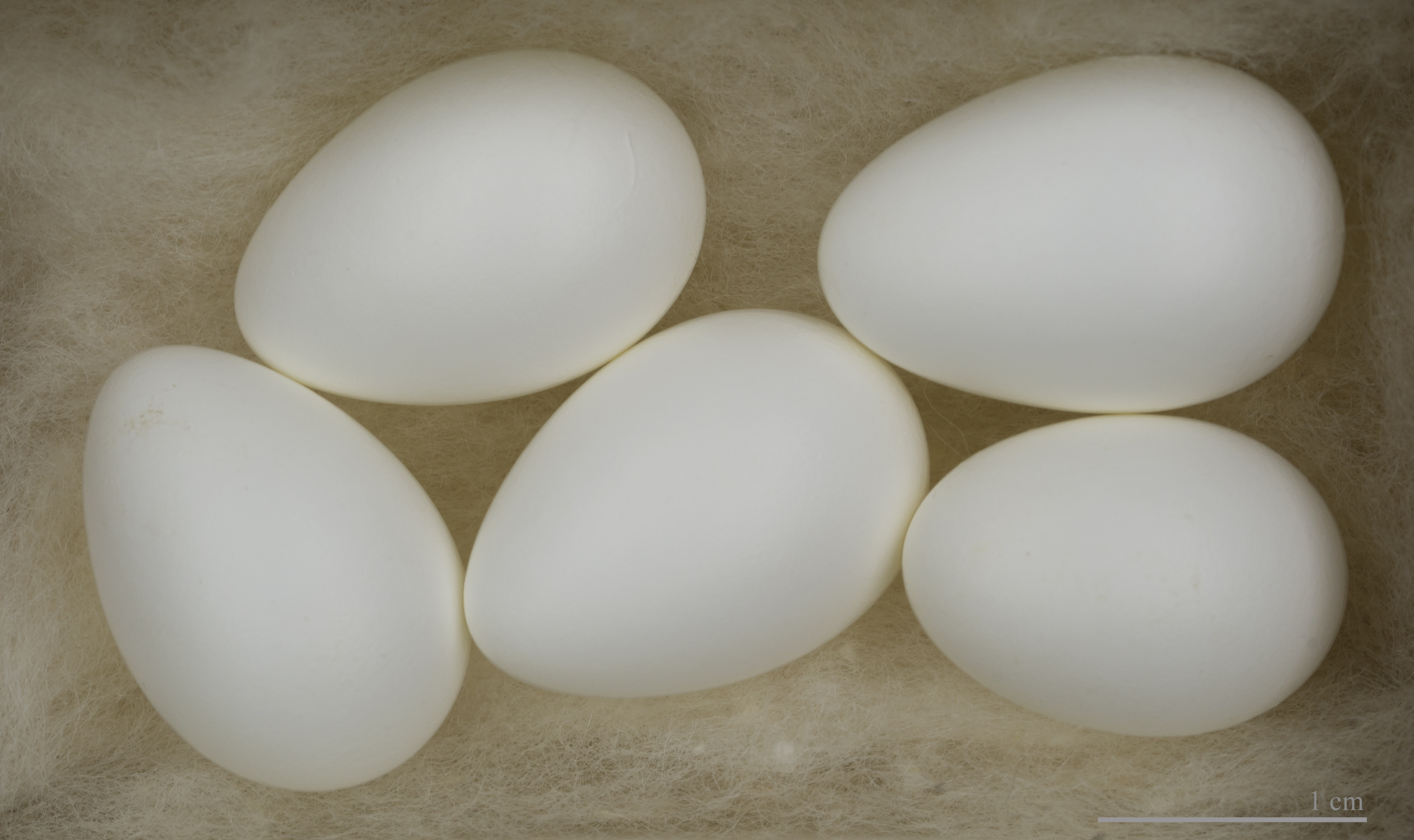
Delichon urbicum

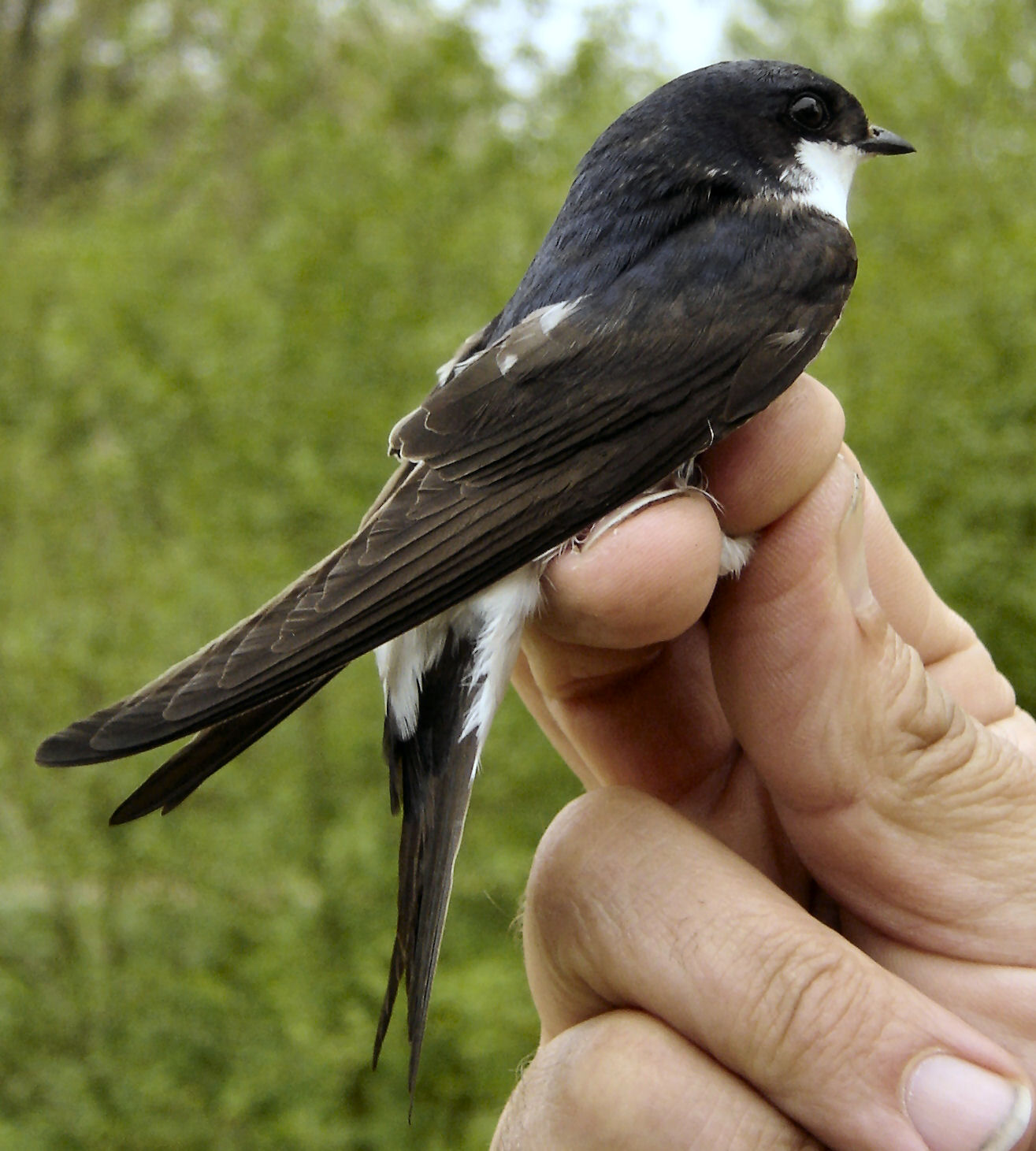
官方繫放站

[[Delichon urbicum-gathering mud.jpg|thumb|采泥建窝。俄国]]